# Ericus Prytz
Ericus Prytz, född 1587 i Arboga, död 16 september 1637 i Kuddby socken, var en svensk präst i Kuddby församling.

## Biografi
Ericus Prytz föddes 1587 i Arboga. Han var son till kyrkoherden Johannes Prytz och Margareta Pedersdotter. Prytz studerade i Arboga och Linköping och blev sedan student vid Uppsala universitet 1607. Han prästvigdes 25 juli 1611 och blev komminister i S:t Laurentii församling, Söderköping. Prytz blev 1615 student vid Greifswalds universitet och 1616 magister vid Leucorea i Wittenberg. År 1618 blev han rektor i Norrköping och 1621 kyrkoherde i Kuddby församling. Prytz avled 16 september 1637 i Kuddby socken och begravdes i Kuddby kyrka 29 september samma år med likpredikan av kyrkoherden Laurentius Laurinus, Häradshammars socken.

### Familj
Prytz gifte sig 1619 med Catharina Valentinsdotter Höckert (död 1663). Hon var dotter till en köpman i Söderköping. De fick tillsammans barnen Margareta, Maria, Anna, Catharina, Hans, Valentin (född 1633) och tre döttrar. Efter Prytz död gifte Catharina Valentinsdotter Höckert om sig med kyrkoherden Johannes Lothigius i Kuddby socken.